# Diritti LGBT in Guinea
In Guinea, le persone lesbiche, gay, bisessuali e transgender (LGBT) sono costrette ad affrontare leggi a loro avverse. Infatti, le attività sessuali tra persone dello stesso sesso sono illegali.

## Leggi nel Codice Penale
Nel Codice Penale guineano vi sono tre articoli inerenti al tema dei rapporti omosessuali. Essi sono il n° 325, il n° 326 ed il n° 327.
Articolo 325
Qualsiasi atto indecente o contro natura commesso con un individuo dello stesso sesso sarà punito con una reclusione da sei mesi a tre anni e una multa da 100.000 a 1.000.000 di franchi guineani. Se l'atto viene commesso con un minore di 21 anni, deve essere inflitta la pena massima. Se l'atto viene consumato o cercato con violenza, il colpevole sarà condannato da cinque a dieci anni di reclusione.
Articolo 326
Una pubblica indecenza è definita come qualsiasi atto intenzionale compiuto pubblicamente e tale da offendere la decenza ed i sentimenti morali di coloro che ne sono involontari testimoni.
Articolo 327
Qualsiasi persona che ha compiuto una pubblica indecenza sarà punita con una reclusione da tre mesi a due anni ed una multa da 50.000 a 450.000 franchi guineani o semplicemente con una di queste due. Quando un atto indecente viene commesso da un gruppo di individui, le pene descritte in tale articolo saranno raddoppiate.

## Adozione di bambini
Una coppia sposata da almeno cinque anni o una persona single che abbia almeno 30 anni è ritenuta idonea per adottare un bambino guineano se vi è una differenza di almeno 15 anni tra il bambino adottato e il genitore adottante. Le leggi guineane non vietano esplicitamente alle persone LGBT di adottare, sebbene ciò sia comunque intuibile dal fatto che l'omosessualità è illegale.

## Condizioni di vita
Il dossier del 2011 del Dipartimento di Stato degli Stati Uniti d'America sui diritti umani afferma che:
"Vi sono profondi tabù sociali, religiosi e culturali contro gli atteggiamenti omosessuali. Non vi è alcun dossier ufficiale o di ONG riguardo alle discriminazioni verso individui sulla base dell'orientamento sessuale o dell'identità di genere. Cionondimeno, durante l'apertura nel 2010 dell'Ufficio dell'Alto Commissario per i Diritti Umani a Conakry, il primo ministro ha annunciato di ritenere che le attività omosessuali, anche se consensuali, siano sbagliate e debbano pertanto essere proibite dalla legge. Ha aggiunto inoltre che l'orientamento sessuale non dovrebbe essere considerato un diritto umano. Non vi sono organizzazioni LGBT."

## La Guinea e i rapporti con l'estero sulla questione LGBT
Nel 1994, il Consiglio per i diritti umani delle Nazioni Unite (UNHRC), intervenendo a proposito del caso Toonen contro Australia stabilì che le leggi che criminalizzano le attività omosessuali consensuali violano sia il diritto di privacy sia quello all'uguaglianza, risultando quindi contrarie all'Articolo 17 della Convenzione Internazionale sui Diritti Civili e Politici. L'UNHCR ha successivamente confermato questa posizione in molte occasioni invitando il paese ad abrogare le leggi che criminalizzano l'attività omosessuale consensuale e quindi a portare la loro legislazione in conformità con la Convenzione, ratificata dalla Guinea il 24 gennaio 1978.
Nel giugno 2002, il Gruppo di lavoro sulla detenzione arbitraria ritenne che l'arresto per atti omosessuali fosse una violazione dei diritti umani. Gli arresti infatti costituiscono una privazione della libertà in contravvenzione sia al Paragrafo 1 dell'Articolo 2 della Dichiarazione universale dei diritti umani sia al Paragrafo 1 dell'Articolo 2 e all'Articolo 26 della già citata Convenzione Internazionale sui Diritti Civili e Politici. La Dichiarazione fa parte della legge internazionale ed è pertanto vincolante per la Guinea.
Questa posizione è stata sostenuta anche in altri casi dalla Corte europea dei diritti dell'uomo (nel 1981, nel 1991 e nel 1993), dalla Corte costituzionale del Sudafrica (nel 1998), dalla Corte Suprema degli Stati Uniti d'America (nel 2003) e dall'Alta Corte delle Figi (nel 2005).
In particolare, la corte sudafricana sentenziò che
Ognuno ha diritto ad una intimità ed una autonomia private che permettono di instaurare e coltivare relazioni umane senza interferenze dalla comunità esterna. Il modo in cui si esprime la sessualità è al centro di questa sfera di intimità privata. Se, nell'esprimere la sessualità, si agisce consensualmente e senza nuocere a qualcun altro, un'invasione di quella zona sarà una violazione della privacy. La criminalizzazione della sodomia in privato tra uomini consenzienti è una grave limitazione del diritto degli uomini gay all'uguaglianza relativamente all'orientamento sessuale [...] ed è allo stesso tempo una grave limitazione al diritto di privacy, dignità e libertà degli stessi. Il danno causato dalla disposizione può - e spesso lo fa - influenzare la loro capacità di raggiungere l'auto-identificazione e la piena realizzazione di sé. Il danno spesso raggiunge anche la società e dà luogo ad un'ampia gamma di discriminazioni, che collettivamente ed ingiustamente impediscono un'equa distribuzione dei beni e dei servizi sociali e un'equa aggiudicazione di opportunità sociali per i gay
Inoltre, la Convenzione contro la tortura, valevole in tutti i paesi in cui è adottata, impone che tutti siano protetti dalle torture, e dunque anche le persone LGBT. La Guinea la ratificò il 10 ottobre 1989. Tuttavia, Anand Grover, inviato dell'ONU per indagare sul diritto di tutti a raggiungere i più alti livelli di salute fisica e mentale, riportò nell'aprile 2010 che le leggi contro l'omosessualità in Guinea impedivano di fatto lo sviluppo della prevenzione dell'HIV; posizione poi avallata anche dal Programma delle Nazioni Unite per l'AIDS/HIV.
Gli obblighi internazionale dei paesi a rispettare i diritti umani di tutte le persone, compresi anche l'orientamento sessuale e l'identità di genere, furono articolati nel 2006 nei Principi di Yogyakarta. I Principi furono sviluppati ed approvati all'unanimità da un gruppo di esperti. Il Principio 2 ("Diritto all'Uguaglianza e alla Non-Discriminazione") afferma che tutti hanno diritto al rispetto dei propri diritti umani senza discriminazioni sulla base di orientamento sessuale e di identità di genere, ed obbliga in particolare i paesi a
revocare disposizioni penali e legali che proibiscono o sono usate per proibire attività sessuali consensuali tra persone dello stesso sesso che abbiano almeno l'età del consenso, la quale deve essere uguale per attività sessuali tra persone sia di sesso opposto che dello stesso sesso.
Il Principio 6 ("Diritto alla Privacy") afferma invece il diritto di tutti alla riservatezza senza interferenze arbitrarie, ribadendo inoltre gli obblighi del Principio 2

## Tabella riassuntiva
| Attività e relazioni sessuali legali                         | (la pena può arrivare fino a 3 anni di carcere e multe da 100,000 a 1,000,000 franchi guineani) |
| Parità dell'età di consenso                                  | No                                                                                              |
| Leggi anti-discriminazione sul lavoro                        | No                                                                                              |
| Leggi anti-discriminazione nella fornitura di beni e servizi | No                                                                                              |
| Leggi anti-discriminazione in tutti gli altri settori        | No                                                                                              |
| Matrimonio egualitario                                       | No                                                                                              |
| Unione civile                                                | No                                                                                              |
| Adozione                                                     | No                                                                                              |
| Autorizzazione a prestare servizio nelle forze armate        |                                                                                                 |
| Diritto di cambiare legalmente sesso                         | No                                                                                              |
| Surrogazione di maternità                                    | No                                                                                              |
| Permessa la donazione di sangue per le persone omosessuali   | No                                                                                              |